# Tokarsko srce
Tokarsko srce se koristi na tokarilici kod strojne obrade dugačkih obradaka (osovina ili vratila), a zahtijeva se malo odstupanje od cilindričnosti, te se stezanje se obavlja između steznih šiljaka. Tada se tokarsko srce koristi za stezanje da bi se obradak mogao okretati i obrađivati.

## Stezna glava s 3 čeljusti
Stezna glava s 3 čeljusti korisiti se za stezanje kružno simetričnih obradaka na tokarilici. Preporuka je da duljina dodirne površine između čeljusti i obratka bude najmanje 1,2 puta veća od njegova promjera što osigurava poklapanje osi obratka s osi glavnog navojnog vretena stroja. Pri tome duljina stezanja ne smije biti manja od 5 mm. Stezne čeljusti djeluju silama na obradak čime uravnotežuju rezne sile u uzdužnom (aksijalnom) i poprečnom (smičnom) smjeru. Sile stezanja se pretvaraju u smične sile preko koeficijenta trenja između obratka i čeljusti. Stvarni moment sile kod rezanja može izazvati vrtnju obratka u čeljustima ako je veći od momenta stezanja.
S gledišta isplativosti, poželjno je koristiti najveću dubinu rezanja te brzinu posmaka. Takvi uvjeti rada dodode do velikih reznih sila koje je potrebno uravnotežiti velikim silama stezanja, odnosno povećanjem koeficijenta trenja. To se može izvesti upotrebom tvrdih čeljusti (nazupčanih) za grubu obradu i mekih čeljusti (glatkih) za završnu obradu. Meke čeljusti se izrađuju glodanjem za odgovarajući obradak iz odgovarajućeg pripremka. Obratke čiji je omjer duljine i promjera L/d > 2,5 potrebno je centrirati i steznim šiljkom stegnuti s druge strane. U tom slučaju potrebno je najprije napraviti središnje gnijezdo. Stezanje steznim šiljkom preporučuje se i kad je duljina stezanja manja od 5 mm ili omjer duljine stezanja i promjera stezanja manji od 0,8. Taj tip stezanja omogućuje obradu predmeta s omjerom L/d do 6. Problem pri takvu stezanju je obrada čeone površine. Ta se obrada može ostvariti uporabom linete.
Kružno nesimetrični obradci stežu se u steznu glavu s 4 čeljusti. Tim načinom stezanja postiže se visok stupanj točnosti, ali je više vremena potrebno za centriranje obratka. Za stezanje nesimetričnih obradaka ili obradaka velikog promjera koristi se i planska ploča. Osim oslonca u steznoj glavi na dugačkim obradcima potrebno je izvesti oslanjanje i pozicioniranje drugoga kraja u pinoli konjića (jahača). Zahtijeva li se malo odstupanje od cilindričnosti, stezanje se obavlja između steznih šiljaka. U tom slučaju upotrebljava se tokarsko srce za stezanje.
Pri obradi čela ili za unutarnju obradbu dugih i teških obradaka koriste se linete koje služe kao oslonac obratku. Lineta se može upotrijebiti samo na mjestu gdje je obradak centričan, to jest već predobrađen. U protivnom bi došlo do loma linete. Ako se lineta koristi na mjestu gdje je obradak već završno obrađen, da ne bi došlo do oštećivanja površine mogu se koristit prstenovi načinjeni za tu svrhu koji se postave na obradak i stegnu.